# Гиша, Леон
Леон Гиша (фр. Léon Gischia; 1903, Дакс — 1991, Венеция) — французский художник, иллюстратор и декоратор.

## Жизнь и творчество
Будущий художник изучал в университете литературу, археологию и историю искусств, прежде чем в 1923 году посвятить себя живописи. Среди его учителей можно назвать Отона Фриза и Фернана Леже. В 1927 году Гиша уезжает в США, где живёт 3 года и полностью прекращает заниматься рисованием. В 1937 году художник возвращается в Париж, где совместно с Ф. Леже и Ле Корбюзье работает над декорациями павильонов для парижской Всемирной выставки. В 1945 году Л. Гиша становится одним из основателей художественного «Майского салона». К этому времени его творчества относится, к примеру, полотно «Арлекин с мандолиной» (Лондон, коллекция Эллиота Блейка). В послевоенный период присущим творчеству Л. Гиша является смешение на его картинах фигурных и геометрически-абстрактных элементов.
Леон Гиша был известен в Париже также как успешный театральный художник-оформитель, создатель эскизов для актёрских костюмов.